# Kamov Ka-8
Kamov Ka-8 "Иркутянин", (Irkutyanin - Irkutsk) là một loại trực thăng cỡ nhỏ của Liên Xô, bay lần đầu năm 1947.

## Tính năng kỹ chiến thuật
Dữ liệu lấy từ The Illustrated Encyclopedia of Helicopters
Đặc tính tổng quan
- Kíp lái: 1
- Trọng lượng rỗng: 183 kg (403 lb)
- Trọng lượng có tải: 275 kg (606 lb)
- Động cơ: 1 × M-76 (động cơ hàng không) , 33,4 kW (44,8 hp)  
:::licence built BMW motorcycle engine
- Đường kính rô-to chính:  5,6 m (18 ft 4 in)

Hiệu suất bay
- Vận tốc cực đại: 80 km/h (50 mph; 43 kn)
- Trần bay: 250 m (820 ft)